# Hasan Nasr Allah
Hasan Nasr Allah (arab. حسن نصر الله, ur. 31 sierpnia 1960 w Karantinie, dzielnicy we wschodnim Bejrucie lub w Al-Bazurii koło Tyru, zm. 27 września 2024 w Ad-Dahii, zgodnie z napisem na nagrobku ur. 28 listopada 1959 wg kalendarza muzułmańskiego 27 dżumada al-ula 1379) – libański polityk, szyita, od 1992 do śmierci sekretarz generalny uznawanej za terrorystyczną organizacji Hezbollah oraz jej wojskowej przybudówki.

## Życiorys

### Młodość i początki działalności
Najstarszy z dziewięciorga dzieci ubogiego kupca. Z wykształcenia był teologiem muzułmańskim, studiował w irackim Nadżafie i irańskim mieście Kom. W politykę zaangażowany był od 1978 r., początkowo jako członek zbrojnej szyickiej milicji Amal. Był członkiem Hezbollahu od momentu założenia tej organizacji przez Abbasa al-Musawiego w 1982 r. W świecie arabskim Nasr Allah był znany jako świetny orator, umiejętnie łączący hasła narodowowyzwoleńcze z religijnymi i społecznymi. Jego przemówienia, transmitowane przez arabskie media elektroniczne cieszą się dużą popularnością zarówno wśród libańskich szyitów, jak i w całym arabskojęzycznym świecie muzułmańskim. Zdolności oratorskie w połączeniu z talentem przywódczym i organizacyjnym doprowadziły do tego, iż pod przywództwem Hasana Nasr Allaha Hezbollah stał się główną siłą polityczną Libanu i najsilniejszym z ugrupowań walczących z Izraelem.

### Przywództwo Hezbollahu
Został liderem Hezbollahu po dokonanym przez Izraelczyków zabójstwie szejka Musawiego w 1992 roku. Pod przywództwem Nasr Allaha Hezbollah stał się poważnym przeciwnikiem dla Sił Obronnych Izraela w południowym Libanie. Oddziały Hezbollahu regularnie atakowały stacjonujące tam izraelskie wojska. Operacje te były jedną z przyczyn wycofania się wojsk izraelskich z Libanu w 2000 roku, po 18-letniej okupacji. Wydarzenie to było niewątpliwym sukcesem Nasr Allaha, który zdobył sobie tym uznanie w Libanie i świecie arabskim.
W 2004 Nasr Allah odegrał znaczącą rolę w wymianie więźniów między Izraelem a Hezbollahem. W tym samym roku przywódca Hezbollahu odrzucił rezolucję ONZ nr 1559, mówiącą o wycofaniu wszystkich nielibańskich (głównie syryjskich) oddziałów i rozbrojeniu bojowników Hezbollahu. Po zabójstwie premiera Libanu Rafika al-Haririego w 2005 Nasr Allah organizował demonstracje poparcia dla Syrii.
W kwietniu 2006 libańskie służby bezpieczeństwa udaremniły spisek mający na celu zabicie Nasr Allaha. Aresztowano 9 osób, Libańczyków i Palestyńczyków.
W lipcu 2006 oddziały Hezbollahu sprowokowały Izrael do ataku na Liban poprzez zabicie trzech i porwanie dwóch izraelskich żołnierzy pod osłoną ostrzału rakietowego terytorium Izraela. Podczas nalotów lotnictwa izraelskiego 14 lipca 2006 główna kwatera Nasr Allaha została zniszczona.
Według informacji przekazanych 28 września 2024 roku przez Siły Obronne Izraela, Nasr Allah zginął dzień wcześniej w wyniku izraelskiego nalotu na kwaterę główną Hezbollahu w południowym Bejrucie. Tego samego dnia śmierć przywódcy potwierdził Hezbollah. W związku z jego śmiercią w Iranie ogłoszono pięciodniową żałobę narodową, a w Iraku, Libanie, Syrii i Jemenie ogłoszono trzydniową żałobę.